# El Universal (Sevilla)
El Universal fue un periódico editado en la ciudad española de Sevilla en 1878 y 1895.

## Descripción
Editado en Sevilla y subtitulado «diario político», el periódico fue impreso primero en la Imprenta de los Ayuntamientos, en la calle Moratín 5, luego en la de la calle de San Roque y hacia 1894 lo hacía en una propia en O'Donnell 34.
Su primer número apareció el 1 de abril de 1878 y cesó su publicación el 31 de diciembre de 1895. Se publicaba todos los días, excepto los posteriores a festivos, en números de cuatro páginas de gran tamaño. El papel era común y la impresión regular. Fue dirigido sucesivamente por Agustín González Ruano, Francisco José Orellana, Carlos Lastra y Romero, Eduardo Reina y Manuel Aznar y Gómez.
En las páginas del periódico, de ideología conservadora, se incluían artículos políticos, sueltos, noticias extranjeras, de España y locales; secciones de contenido comercial y religioso, artículos diversos, telegramas, última hora, anuncios y espectáculos.